# Az elrabolt expresszvonat
Az elrabolt expresszvonat (eredeti cím: Von Ryan's Express) 1965-ben bemutatott amerikai háborús film, amely David Westheimer regénye alapján készült. A történet a II. világháborúban játszódik, amerikai és brit hadifoglyok egy olasz hadifogolytáborból való kalandos szökéséről szól. Az élőszereplős játékfilm rendezője Mark Robson, producerei Saul David és Mark Robson. A forgatókönyvet Wendell Mayes és Joseph Landon írta, a zenéjét Jerry Goldsmith szerezte. A mozifilm a P-R Productions Picture gyártásában készült, a 20th Century Fox forgalmazásában jelent meg.
Amerikában 1965. június 23-án mutatták be a mozikban, Magyarországon pedig 1968- május 23-án. Magyarországon két szinkronos változat is készült belőle, amelyekből az elsőt 1988. július 30-án az MTV1-en, a másodikat 2001. október 14-én az RTL Klubon vetítették le a televízióban.

## Szereplők
| Szereplő               | Színész           | Magyar hang                     | Magyar hang                         |
| Szereplő               | Színész           | 1. magyar szinkron (MTV1, 1988) | 2. magyar szinkron (RTL Klub, 2001) |
| ---------------------- | ----------------- | ------------------------------- | ----------------------------------- |
| Joseph L. Ryan ezredes | Frank Sinatra     | Balázsi Gyula                   | Végvári Tamás                       |
| Eric Fincham őrnagy    | Trevor Howard     | Usztics Mátyás                  | Rajhona Ádám                        |
| Gabriella              | Raffaella Carrà   | Vándor Éva                      | Major Melinda                       |
| Bostick őrmester       | Brad Dexter       | Papp János                      | Koroknay Géza                       |
| Oriani százados        | Sergio Fantoni    | Koroknay Géza                   | Csernák János                       |
| Orde                   | John Leyton       | Felföldi László                 | Hujber Ferenc                       |
| Costanzo százados      | Edward Mulhare    | Szersén Gyula                   | Mécs Károly                         |
| Von Klemment őrnagy    | Wolfgang Preiss   | Szokolay Ottó                   | Perlaki István                      |
| Ames közlegény         | James Brolin      | Éless Béla                      | ?                                   |
| Gortz ezredes          | John Van Dreelen  | eredeti nyelven                 | eredeti nyelven                     |
| Battaglia              | Adolfo Celi       | eredeti nyelven                 | eredeti nyelven                     |
| Olasz vasúti mérnök    | Vito Scotti       | eredeti nyelven                 | eredeti nyelven                     |
| Giannini tizedes       | Richard Bakalyan  | Gáti Oszkár                     | ?                                   |
| Stein százados         | Michael Goodliffe | Kiss Gábor                      | Kőszegi Ákos                        |
| Dunbar törzsőrmester   | Michael St. Clair | ?                               | ?                                   |
| Von Kleist             | Ivan Triesault    | ?                               | ?                                   |

További magyar hangok (2. magyar szinkron): Koncz István, Wohlmuth István

## Televíziós megjelenések
- 1. magyar szinkron: MTV-1 / TV-1
- 2. magyar szinkron: RTL Klub, Film+